# Burlington Junction
Burlington Junction é uma cidade localizada no estado americano de Missouri, no Condado de Nodaway.

## Demografia
Segundo o censo americano de 2000, a sua população era de 632 habitantes. 
Em 2006, foi estimada uma população de 610, um decréscimo de 22 (-3.5%).

## Geografia
De acordo com o United States Census Bureau tem uma área de 
2,9 km², dos quais 2,9 km² cobertos por terra e 0,0 km² cobertos por água. Burlington Junction localiza-se a aproximadamente 296 m acima do nível do mar.

## Localidades na vizinhança
O diagrama seguinte representa as localidades num raio de 20 km ao redor de Burlington Junction. 